# Поджібонсі
Поджібонсі (італ. Poggibonsi) — муніципалітет в Італії, у регіоні Тоскана, провінція Сієна.
Поджібонсі розташоване на відстані близько 210 км на північний захід від Рима, 37 км на південь від Флоренції, 21 км на північний захід від Сієни.
Населення — 29 229 осіб (2014).
Щорічний фестиваль відбувається 28 квітня. Покровитель — San Lucchese.

## Демографія
Населення за роками:

Станом на 1 січня 2023 року в муніципалітеті офіційно проживали 2902 іноземці з 81 країни, серед них 686 громадян країн Євросоюзу та 92 громадяни України.

## Сусідні муніципалітети
- Барберино-Валь-д'Ельса
- Кастелліна-ін-К'янті
- Колле-ді-Валь-д'Ельса
- Монтериджоні
- Сан-Джиміньяно